# Ann Doran
Ann Doran (Amarillo, 28 luglio 1911 – Carmichael, 19 settembre 2000) è stata un'attrice statunitense.

## Biografia
Ann Lee Doran debuttò nel cinema muto all'età di quattro anni.
Durante la sua carriera prese parte a oltre 500 film (compresi i cortometraggi), spesso peraltro risultando come non accreditata, e quasi il doppio per quanto riguarda le apparizioni televisive. 
Raramente ebbe ruoli di primo piano, affermandosi quindi come attrice comprimaria. In questa veste la si ricorda in Ho sognato un angelo (1938) di George Stevens, Gioventù bruciata (1955) di Nicholas Ray. 
Lavorò anche in piccoli ruoli per alcune serie televisive quali Hunter, Simon & Simon, A-Team e Magnum, P.I..

## Filmografia parziale

### Cinema
- La vita notturna degli dei (Night Life of the Gods), regia di Lowell Sherman (1935)
- Cuori incatenati (Way Down East), regia di Henry King (1935)
- Ring Around the Moon, regia di Charles Lamont (1936)
- The Little Red Schoolhouse, regia di Charles Lamont (1936)
- Let's Sing Again, regia di Kurt Neumann (1936)
- Missing Girl, regia di Phil Rosen (1936)
- L'uomo che visse due volte (The Man Who Lived Twice), regia di Harry Lachman (1936)
- Red Lights Ahead, regia di Roland D. Reed (1936)
- Girls Can Play, regia di Lambert Hillyer (1937)
- A mezzanotte... (Paid to Dance), regia di Charles C. Coleman (1937)
- The Shadow Strikes, regia di Charles C. Coleman (1937)
- Women in Prison, regia di Lambert Hillyer (1938)
- Extortion, regia di Lambert Hillyer (1938)
- Highway Patrol, regia di Charles C. Coleman (1938)
- L'eterna illusione (You Can't Take It with You), regia di Frank Capra (1938)
- The Lady Objects, regia di Erle C. Kenton (1938)
- Blondie, regia di Frank R. Strayer (1938)
- Rio Grande, regia di Sam Nelson (1938)
- Lasciateci vivere! (Let Us Live), regia di John Brahm (1939)
- Servizio della morte (Smashing the Spy Ring), regia di Christy Cabanne (1939)
- Vicolo cieco (Blind Alley), regia di Charles Vidor (1939)
- L'uomo che non poteva essere impiccato (The Man They Could not Hang), regia di Nick Grinde (1939)
- Girls of the Road, regia di Nick Grinde (1940)
- Ellery's Queen Penthouse Mystery, regia di James P. Hogan (1941)
- Ho sognato un angelo (Penny Serenade), regia di George Stevens (1941)
- The Kid from Kansas, regia di William Nigh (1941)
- Blue, White and Perfect, regia di Herbert I. Leeds (1942)
- Mr. Wise Guy, regia di William Nigh (1942)
- Street of Chance, regia di Jack Hively (1942)
- Mia sorella Evelina (My Sister Eileen), regia di Alexander Hall (1942)
- Ribalta di gloria (Yankee Doodle Dandy), regia di Michael Curtiz (1942)
- Criminali (Criminals Within), regia di Joseph H. Lewis (1943)
- Sorelle in armi (So Prodly We Hail!), regia di Mark Sandrich (1943)
- Gildersleeve on Broadway, regia di Gordon Douglas (1943)
- I Love a Soldier, regia di Mark Sandrich (1944)
- Here Come the Waves, regia di Mark Sandrich (1944)
- Roughly Speaking, regia di Michael Curtiz (1945)
- C'è sempre un domani (The Pride of the Marines), regia di Delmer Daves (1945)
- Lo strano amore di Marta Ivers (The Strange Love of Martha Ivers), regia di Lewis Milestone (1946)
- La mia brunetta preferita (My Favorite Brunette), regia di Elliott Nugent (1947)
- Seven Were Saved, regia di William H. Pine (1947)
- Angoscia nella notte (Fear in the Night), regia di Maxwell Shane (1947)
- For the Love of Rusty, regia di John Sturges (1947)
- The Crimson Key, regia di Eugene Forde (1947)
- Second Chance, regia di James Tinling (1947)
- The Son of Rusty, regia di Lew Landers (1947)
- La città magica (Magic Town), regia di William A. Wellman (1947)
- La strada del carcere (Road to the Big House), regia di Walter Colmes (1947)
- My Dog Rusty, regia di Lew Landers (1948)
- Tragedia a Santa Monica (Pitfall), regia di André De Toth (1948)
- Rusty Leads the Way, regia di Will Jason (1948)
- La fossa dei serpenti (The Snake Pit), regia di Anatole Litvak (1948)
- Tra moglie e marito (No Minor Vices), regia di Lewis Milestone (1948)
- Rusty Saves a Life, regia di Seymour Friedman (1949)
- One Last Fling, regia di Peter Godfrey (1949)
- Air Hostess, regia di Lew Landers (1949)
- Occhio per occhio (Calamity Jane and Sam Bass), regia di George Sherman (1949)
- The Kid from Cleveland, regia di Herbert Kline (1949)
- Holiday in Havana, regia di Jean Yarbrough (1949)
- Rusty's Birthday, regia di Seymour Friedman (1949)
- Non siate tristi per me (No Sad Songs for Me), regia di Rudolph Maté (1950)
- Che vita con un cow boy! (Never a Dull Moment), regia di George Marshall (1950)
- Lonely Hearts Bandits, regia di George Blair (1950)
- I ragni della metropoli (Gambling House), regia di Ted Tetzlaff (1950)
- Tomahawk - Scure di guerra (Tomahawk), regia di George Sherman (1951)
- L'oro delle montagne (The Painted Hills), regia di Harold F. Kress (1951)
- Her First Romance, regia di Seymour Friedman (1951)
- Marito per forza (Love Is Better Than Ever), regia di Stanley Donen (1952)
- Here Come The Nelsons, regia di Frederick de Cordova (1952)
- The Rose Bowl Story, regia di William Beaudine (1952)
- Sogno di Bohème (So This Is Love), regia di Gordon Douglas (1953)
- The Eddie Cantor Story, regia di Alfred E. Green (1953)
- Prigionieri del cielo (The High and the Mighty), regia di William A. Wellman (1954)
- Gioventù bruciata (Rebel Wihtout a Cause), regia di Nicholas Ray (1955)
- Prigionieri dell'eternità (The Man Who Turned to Stone), regia di László Kardos (1957)
- The Rawhide Trail, regia di Robert Gordon (1958)
- La legge del fucile (Day of the Bad Man), regia di Harry Keller (1958)
- Il grande rischio (Violent Road), regia di Howard W. Koch (1958)
- Life Begins at 17, regia di Arthur Dreifuss (1958)
- Gli evasi del terrore (Voice in the Mirror), regia di Harry Keller (1958)
- Il mostro dell'astronave (It! The Terror from Beyond Space), regia di Edward L. Cahn (1958)
- La giostra dell'amore (Joy Ride), regia di Edward Bernds (1958)
- Gli uomini della terra selvaggia (The Badlanders), regia di Delmer Daves (1958)
- Riot in a Juvenile Prison, regia di Edward L. Cahn (1959)
- Fermati cow boy! (Cast a Long Shadow), regia di Thomas Carr (1959)
- La più allegra avventura (The Brass Bottle), regia di Harry Keller (1964)
- Quando l'amore se n'è andato (Where Love Has Gone), regia di Edward Dmytryk (1964)
- La gatta con la frusta (Kitten with a Whip), regia di Douglas Heyes (1964)
- Due assi nella manica (Not With My Wife You Don't), regia di Norman Panama (1966)
- The Hostage, regia di Russel S. Doughten Jr. (1967)
- Il ritorno di Harry Collings (The Hired Hand), regia di Peter Fonda (1971)

### Televisione
- Topper – serie TV, episodio 1x08 (1953)
- The Whistler – serie TV, episodio 1x01 (1954)
- Lux Video Theatre – serie TV, episodi 4x20-6x32 (1954-1956)
- TV Reader's Digest – serie TV, episodi 1x12-2x17 (1955-1956)
- Stage 7 – serie TV, episodio 1x07 (1955)
- Crusader – serie TV, episodio 1x04 (1955)
- Penna di Falco, capo cheyenne (Brave Eagle) – serie TV, episodio 1x11 (1955)
- Frida (My Friend Flicka) – serie TV, episodio 1x23 (1956)
- Crossroads – serie TV, episodio 1x30 (1956)
- Wire Service – serie TV, episodio 1x03 (1956)
- The 20th Century-Fox Hour – serie TV, episodio 2x15 (1957)
- The Gray Ghost – serie TV, episodio 1x04 (1957)
- Bourbon Street Beat – serie TV, episodio 1x06 (1959)
- Men Into Space – serie TV, episodio 1x06 (1959)
- The Best of the Post – serie TV, episodio 1x04 (1960)
- Gli uomini della prateria (Rawhide) – serie TV, episodio 3x02 (1960)
- Il magnifico King (National Velvet) – serie TV, 54 episodi (1960-1962)
- Il virginiano (The Virginian) – serie TV, 5 episodi (1963-1970)
- Bonanza – serie TV, episodio 8x10 (1966)
- Io e i miei tre figli (My Three Sons) – serie TV, episodio 11x20 (1971)
- La casa nella prateria (Little House on the Prairie) – serie TV, episodio 1x24 (1974)
- Notte di morte (Dead of Night), regia di Dan Curtis – film TV (1977)

## Doppiatrici italiane
- Wanda Tettoni in Gli evasi del terrore, Fermati cow boy!, Il compromesso
- Dhia Cristiani in Ho sognato un angelo, Il mostro dell'astronave
- Tina Lattanzi in C'è sempre un domani, Non siate tristi per me
- Franca Dominici in Sorelle in armi (riedizione), La legge del fucile
- Clelia Bernacchi in Sogno di bohème, La famiglia Bradford
- Giovanna Scotto in Gioventù bruciata, Acque profonde
- Marcella Rovena in L'eterna illusione
- Elena Da Venezia in Tragedia a Santa Monica
- Lia Orlandini in Tomahawk - Scure di guerra
- Giovanna Galletti in Prigionieri del cielo
- Angela Cavo in Project UFO
- Maria Saccenti in Alla conquista del West